# Mildred Dresselhaus
Mildred Dresselhaus (ur. 11 listopada 1930 w Brooklynie, zm. 20 lutego 2017 w Cambridge) – amerykańska naukowiec, nanotechnolog pochodzenia polskiego, nauczyciel akademicki i działaczka społeczna, nazywana „Królową nauki o węglu”. 

## Wczesne życie
Urodziła się 11 listopada 1930 roku na Brooklynie jako Mildred Śpiewak jako córka Ethel (Teichtheil) i Meyera Śpiewaka, polskich emigrantów żydowskiego pochodzenia. Wychowywała się na Bronxie.
Otrzymała dyplom ukończenia szkoły średniej w Hunter College High School, a następnie tytuł licencjata w Hunter College w Nowym Jorku. W 1951 roku Rosalyn Yalow doradziła jej, aby kontynuowała naukę fizyki. Przeprowadziła studia podyplomowe na University of Cambridge i Harvard University, gdzie uzyskała tytuł magistra. 
Doktorat uzyskała na uniwersytecie w Chicago w 1958 roku, gdzie studiowała u laureata Nagrody Nobla Enrica Fermiego. Następnie pracowała dwa lata na Uniwersytecie Cornella, a następnie przeniosła się do Lincoln Laboratory.

## Kariera naukowa
Przez 57 lat pracowała w Massachusetts Institute of Technology. Profesorem elektrotechniki na tej uczelni została w 1967 roku, a następnie profesorem fizyki w 1983 roku. 
Była szczególnie znana z pracy nad grafitem, grafitowymi związkami interkalacyjnymi, fulerenami, nanorurkami węglowymi i niskowymiarowymi termoelektrykami.  Jej badania pomogły w opracowaniu technologii opartej na cienkim graficie, która umożliwia wykorzystywanie go m.in. w odzieży i smartfonach. 
Została nagrodzona Narodowym Medalem Nauki w 1990 roku w uznaniu jej pracy nad elektronicznymi właściwościami materiałów, a także poszerzaniem możliwości pracy kobiet w nauce i inżynierii. W 2008 roku otrzymała Medal Oersteda, a w 2015 roku Medal Honoru IEEE.
W latach 2000–2001 była dyrektorem biura fizyki w amerykańskim Departamencie Energii USA. W latach 2003–2008 była przewodniczącą rady zarządzającej American Institute of Physics. Pełniła także funkcję prezesa Amerykańskiego Towarzystwa Fizycznego, pierwszej kobiety-prezydenta Amerykańskiego Stowarzyszenia na rzecz Postępu Nauki oraz skarbnika National Academy of Sciences.
Poświęciła wiele czasu na promowaniu udziału kobiet w fizyce. W 1971 roku zorganizowała pierwsze forum kobiet na MIT jako seminarium poświęcone rolom kobiet w nauce i inżynierii.
W 2012 roku była wspólnie laureatem nagrody Enrica Fermiego wraz z Burtonem Richterem. 31 maja 2012 r. otrzymała nagrodę Kavli „za pionierski wkład w badania nad fononami, interakcje elektron-fonon i transport termiczny w nanostrukturach”. W 2014 roku została odznaczona Prezydenckim Medalem Wolności. Jako znaczący innowator zawodowy, który posiadał wiele patentów, została wprowadzona do Galerii Sław Amerykańskich Wynalazców w 2014 roku. Na początku 2017 roku brała udział w kampanii reklamowej kompanii General Electric. Zmarła 20 lutego 2017 roku. 